# Музей сучасного мистецтва (Тегеран)
Тегеранський музей сучасного мистецтва (перс. موزه هنرهای معاصر تهران) — музей у місті Тегеран, Іран.
Є одним із найвідоміших музеїв Ірану. Цей музей побудовано 1977 року завдяки зусиллям та ініціативі Фарах Пахлаві, а також за підтримки Особливого офісу шахбану, в західному куті парку Фарах (нинішній Бустан Лалє), району Амір Абад в Тегерані, Іран. Архітектором музею став Камран Діба, який спроектував його в стилі модернізму. Проект будівлі музею навіяний виглядом вітряних веж. Музей працює під наглядом одного з відділів сприяння у справах мистецтв Міністерства культури та ісламської орієнтації. За межами Ірану музей відомий під назвою TMoCA (скорочення від Tehran Museum of Contemporary Art).
У 1970-х роках прибутки від експорту нафти дали змогу Ірану купувати на міжнародному ринку відомі твори сучасного мистецтва. Наявність великої кількості картин, які купив уряд, а також потреба сучасних іранських художників у просторі для показу власних картин, породили ідею створити музей сучасного мистецтва в Тегерані. Невдовзі після відкриття музею відбулась Ісламська революція, а потім Ірано-іракська війна. Це призвело до того, що музей змінив свою політику і замість уваги до сучасного живопису почав віддавати перевагу мистецтву революції. Але після приходу до влади Мохаммада Хатамі музей збільшив виставкову площу й знову почав показувати роботи сучасних іранських і західних художників. Знову став закритим для західного мистецтва після обрання президентом Махмуда Ахмадінеджада.
Музей містить найповнішу і найважливішу колекцію модерного мистецтва за межами Європи та Північної Америки й володіє одним з 5-10 найважливіших подібних зібрань у світі. Вартість колекції оцінюють приблизно $ 2,5 млрд. Музей містить важливі роботи у стилях абстрактного експресіонізму, поп-арту, мінімалізму, концептуалізму та фотореалізму. У запасниках музею зберігається понад 3000 шедеврів образотворчого мистецтва, понад 400 із яких мають виняткову цінність. Музей володіє відомими роботами Гогена, Ренуара, Пікассо, Магрітта, Ернста, Поллока, Воргола, Левітта та Джакометті. Також музеєві належить дуже важлива і всеохопна колекція модерного і сьогоденного мистецтва Ірану.
Запасники музею сучасного мистецтва в Тегерані перебувають у державній власності Ірану. Нині музей є одним із підрозділів відділу мистецтв Міністерства культури та ісламської орієнтації.

## Передумови заснування
Розвиток модерних і сьогоденних напрямів у іранському мистецтві розпочався в 1940-х роках після смерті Камаль-оль-Молька і разом з відкриттям Факультету образотворчих мистецтв Тегеранського університету. З прибуттям майстрів із Західної Європи, таких як Андре Годар і поїздками студентів для накопичення знань в Європу, іранські художники поступово знайомилися з сучасними способами бачення у світі мистецтва, зокрема з імпресіонізмом.
1940-ві роки також стали свідком проведення перших виставок сучасного мистецтва в Ірані, які привернули увагу до новіших стилів і викликали змагання між сучасними та традиційними художниками. Такі люди як Махмуд Хадіпур, Хоссейн Каземі та Джаліль Зіяпур були серед першопрохідців, які відкрили дорогу для сприйняття сучасного мистецтва в Ірані. Взаємозв'язок всередині цієї групи художників, зі збільшенням кількості галерей в Тегерані, став тіснішим, і таким чином почали діяти перші художні товариства в Ірані, серед яких можна відзначити Товариство бойового півня.
У 1950-х роках ще більше іранських художників подорожували за кордон і були пов'язані з нью-йоркською школою мінімалізму і оп-арту. Поступове повернення хвилі іранських студентів назад в Іран за останні десятиліття і прихід разом з ними нового мистецтва, створення першої групи молодих і актуальних художників, зокрема Парвіза Танаволі, Хоссейна Зендеруді та Сія Армаджані, створило простір для презентації робіт іранських художників. Хоча бієнале іранського мистецтва відбулися до революції п'ять разів, але через деякий час припинились, тож пізніше художники-модерністи продовжували художнє життя, відвідуючи «клуби художників». У цей період держава підтримувала традиційне мистецтво Ірану і роботи випускників факультету образотворчих мистецтв. Але зі шлюбом Фарах Діби та Мохаммеда Рези Пахлаві влада змінила своє ставлення і почала підтримувати модерне і тогоденне світове мистецтво. До середини 1970-х років діяльність «Особливого офісу шахбану [Фарах Пехлеві]» сприяла розширенню культурних зв'язків Ірану з міжнародними організаціями, такими як ЮНЕСКО та Міжнародна рада музеїв, і масової закупівлі сучасного мистецтва державними установами.

## Історія

### Епоха Пахлаві
Камран Діба, який був двоюрідним братом Фарах Пахлаві, шахбану Ірану в період Мохаммед Рези-Пахлеві, вперше запропонував ідею створення Музею сучасного мистецтва в постійних розмовах з Фарах Пахлаві. Діба про це так казав:
|  | Після повернення з навчання за кордоном багато разів розмовляв із шахбану на тему того, чому в країні жодна установа серйозно не займається збиранням мистецтва. Загалом ідея набула своєї форми 1966 року, але пройшли роки, перш ніж проект вдалося реалізувати. Оригінальний текст (перс.) «پس از بازگشت از تحصیلات در خارج، چندین‌بار با شهبانو در این رابطه صحبت کردم؛ چرا که به باورم هیچ بنیادی در کشور به شکل جدی به جمع‌آوری هنر نمی‌پرداخت. [...] ایدهٔ اصلی در ۱۹۶۶ (۱۳۴۵) شکل گرفت، اما سال‌ها طول کشید تا پروژه به پایان برسد." |

За словами Фарах Пехлеві, її особистий інтерес до сучасного мистецтва став причиною того, що в часи правління її чоловіка державні установи та колекціонерів заохочували замість купівлі творів традиційного мистецтва більше грошей відкладати на купівлю і демонстрацію артефактів мистецтва сучасного. Під час відвідування виставки робіт Іран Дарруді, відомої іранської художниці, коли Дарруді попросила Фарах Пахлаві організувати постійний майданчик для демонстрації творів, та нарешті остаточно вирішила, що музей сучасного мистецтва потрібно побудувати. У той час різко збільшилися ціни на нафту у 1970-х роках (пік прийшовся на 1975 рік) і в державну казну надходило багато коштів. Вона хотіла організувати програму під назвою «В напрямку великої цивілізації», у якій показати нове обличчя Ірану і таким чином підняти статус країни серед держав світу. Ейман стверджує, що розташування поруч готелю Інтерконтиненталь (теперішній Лалє), Музею сучасного мистецтва, Парку Фарах Пехлеві (теперішній Лалє) і Музею килимів було спробою Мохаммад Рези-Шаха оновити Тегеран і запропонувати величний образ столиці Ірану.
Спочатку Фарах Пехлеві поділилася планами будівництва Музею сучасного мистецтва в Тегерані з шахом і Амір-Аббасом Говейдою, тогочасним прем'єр-міністром Ірану. Вона була переконана, що наповненість державної казни є найкращим часом для купівлі творів сучасного, традиційного і давнього мистецтва. Вирішено було розмістити будівлі двох музеїв (інший має назву Музей килимів) у різних частинах парку Фарах. Одночасно вона підписала контракт з відомим фінським архітектором Алваром Гуго Аалто на будівництво філії музею в Ширазі, яке через затримку в реалізації проекту і революцію так і залишилося незавершеним. Спочатку робота Камрана Діби полягала в закупівлі за кордоном цінних творів мистецтва. За словами Айдіна Агдашлу, Діба купляв виставлені на продаж твори сучасного мистецтва і сам провозив їх до Ірану. Серед цих робіт є унікальні шедеври, але трапляються і менш цінні роботи.
Одночасно Камран Діба разом зі своїми співробітниками розпочав розробляти проект будівництва музею, заснований на сучасних принципах, але з орієнтацією на традиційну культуру Ірану. «Особливий офіс шахбану» поклав на нього і відповідальність за кошторис. Вартість будівництва лише самої будівлі музею оцінюють у понад 7,2 мільйона доларів. Хоча початкову ідею створення музею Діба вже виношував був багато років, але будівництво розпочалось лише коли було отримано кошти від Департаменту планування та фінансів країни. Зрештою, 1977 року будівлю музею завершено і створено музей на площі 5 000 квадратних метрів (без урахування саду статуй), а загальна площа (з урахуванням садів) становить 8 500 квадратних метрів.
26 жовтня, в день 39-річчя шахбану Фарах Пехлеві відбулось урочисте відкриття музею. Серед почесних гостей були: самі шах і шахбану, віце-президент США Нельсон Рокфеллер, директор музею Гуггенхайма Томас Мессер і президент Міського музею Амстердама Еді де Вілде. На церемонії відкриття Рокфеллер назвав музей «одним із найкрасивіших музеїв у світі», а також продовженням і вдосконаленням Музею Гуггенхайма. Для оформлення зовнішнього простору на церемонії відкриття було використано позичену колекцію творів Денніса Оппенгейма. У програмі концерту, який відбувся в самій будівлі музею та за його стінами, звучали твори перської традиційної та класичної музики разом з іранськими народними й сучасними західними танцями. Церемонія відкриття тривала упродовж трьох днів.
Основна ідея заснування музею полягала в тому, що відвідувачам, щоб побачити твори сучасного мистецтва двадцятого століття, достатньо було піти в один музей, тому що якщо виставити на показ усю його колекцію, то відвідувачі можуть побачити принаймні по одній картині всіх актуальних художників того століття. Девід Галловей, мистецтвознавець і перший куратор музею, описуючи це каже: «Зворотній зв'язок дуже теплий і позитивний, до кінця колекції. Звичайно, ми намагалися створити баланс між сучасним іранським мистецтвом і західним сучасним мистецтвом». Галловей характеризує музей як «міст між Сходом і Заходом».
За словами Камрана Діби, на час створення музею в Ірані було мало відомо про сучасне мистецтво. Крім купки митців, які відвідували Європу і знали твори художників-імпресіоністів, ще деякі бачили художні роботи в Нью-Йорку. З іншого боку, іранські чиновники прагнули придбати лише роботи традиційного образотворчого мистецтва. Фарах Пехлеві спочатку була зацікавлена в колекціюванні робіт імпресіоністів, але Діба переконав її купувати твори сучасного мистецтва за його власним списком. Для купівлі творів Діба подорожував до США і Європи й зустрічався там з арт-дилерами. Спеціальний офіс Фарах Пахлаві також робив заявки на таких престижних аукціонах, як Сотбі і Крістіз. Там вони купували речі не зустрічаючи великої конкуренції з боку інших колекціонерів, оскільки у зв'язку з тогочасною економічною кризою у багатьох з них не залишилося можливості купувати.
Іранські та зарубіжні твори мистецтва купували такі мистецтвознавці, як американці Донна Стейн та Девід Галловей, іранці Камран Діба і Карімпаша Бахадарі, під безпосереднім наглядом «Особливого офісу шахбану». Національна іранська нафтова компанія і Організація з управління та планування забезпечували грошима на купівлю артефактів. Донна Стейн придбала кілька особливо цінних робіт, зокрема Пабло Пікассо, Жоржа Брака, Поля Гогена і Джексона Поллока. Також вона була основним покупцем унікальних скульптур для музею, серед яких роботи Макса Ернста, Альберто Джакометті, Генрі Мура і Маріно Маріні, нині деякі з них виставлені в саду скульптур музею. Карімпаша Бахадарі також зустрічався у Швейцарії з керівниками престижних аукціонів мистецтва і галереї Ернеста Білера і після вибору робіт купував їх під наглядом Особливого офісу шахбану. Після нього процес відбору перебрав до своїх рук Камран Діба. За словами Камрана Діби, під час його керівництва колекцією у 1976 - 1978 сумарна вартість куплених експонатів становила $3 600 000 за твори західних і 96 000 доларів за твори сучасних іранських художників. Донна Стейн стверджує, що загальна сума, яка пішла на купівлю цінних артефактів музею, становила близько $ 40 млн.

### Під час ісламської революції
Галловей каже, що востаннє відвідав музей, коли 1978 року в Ірані почалися бунти та неспокій. Він пригадує картину Тома Вассельмана зі знаменитої серії «Great American Nude», на якій зображено «оголену американку з великими рожевими грудьми». Після початку революції один зі співробітників музею побачив, що на картині висить аркуш, прикріплений під рамкою, на якому написано: «Наступного разу замість цього аркуша тут буде бомба.»
Галловей на початку 1977 року, всього за рік до революції, пішов у відставку зі свого поста, і Камран Діба також у жовтні того самого року повідомив працівників музею, що через хворобу покине Іран. До 16 січня 1979 року, коли шах та його родина покинули Іран, мало хто з основних засновників музею залишався в країні.
Коли почались демонстрації та криваві зіткнення на вулицях, співробітники музею перенесли наявні артефакти в підвал будівлі, який на той час вони вважали тимчасовим схроном. Агдашлу про це так каже:
|  | На початку революції ніхто не знав, що станеться далі. Тож єдиною річчю, яка залишалася, це копати землю. Щось на зразок того, як під час Другої світової війни колекцію Дрезденської картинної галереї сховали в печерах, те саме стосується Лувра. Такі події трапляються. [Важливо] забезпечити зберігання артефактів у безпеці. Вони досягли успіху в цьому. Оригінальний текст (перс.) در آغاز انقلاب کسی نمی‌دانست چه اتفاقی پیش خواهد آمد. پس تنها کاری که کردند آن بود که زمین را بکنند. چیزی همچون مجموعه درسدن در جریان جنگ جهانی دوم که همه چیز را در غارها نگاه داشتند؛ مشابه چنین چیزی در لوور انجام شد. این چیزها پدید می‌آید. [مهم این است] تا بتوان آثار را امن نگاه داشت. آن‌ها در انجام چنین کاری موفق شدند. |

За словами Галловея, любов іранського народу до мистецтва та своєї культури запобігла знищенню робіт музею під час революції. Він вважає, що любов до краси, художнього самовираження, декорацій, дизайну і кольору в Ірані, призвела до того, що вони сприймали ніби «як забаву твори Енді Воргола і Роя Ліхтенштейна, а любов до таких речей безумовно має коріння в цій культурі.» За словами Айдіна Агдашлу, в найбуремніші дні революції народ захищав музей від агресії. Мехді Кусер, який був останнім директором музею перед революцією, зумів добре організувати перенесення артефактів у підвал, і зрештою передав управління музеєм Силам захисту революції, які від імені Аятолли Хомейні здійснювали охорону музейних зібрань країни.
Втім, кілька робіт не змогли пережити революцію. Портрет Фарах Пехлеві 1977 року, який належав пензлю Воргола, порізали на шматки ножем, а також знищили статую роботи Бахмана Мохассеса, вважаючи їх неісламськими і провокативними.

### Після революції
Після Ісламської революції 1978 року Музей сучасного мистецтва, на відміну від багатьох інших музеїв Ірану, лише ненадовго переривав роботу. Після подій січня 1978 року, які призвели до повалення монархії в Ірані, музей не працював два тижні, а потім повернувся основний персонал, який працював 6 місяців за зачиненими для відвідувачів дверима. Після формування нових культурних установ і зміни управління музей знову відкрився для відвідувачів. Відтоді і надалі більшість робіт західних майстрів у музеї опинились під ярликом «заборонених для показу» і стали недоступними для відвідувачів. Одним із чинників, які призвели до такої реакції уряду Ісламської Республіки Іран стало зображення наготи на цілій низці робіт. Проте, у 1990-х роках деяку кількість із них було відправлено для показу в західних музеях.
У перші роки після революції до її річниць музей проводив різноманітні виставки. На них було представлено роботи революційних художників, а також твори традиційного мистецтва, наприклад каліграфія та мініатюра. Це тривало багато років, поки музей не почав проводити регулярні бієнале і триєнале. Перший бієнале перського малярства відбувся восени 1991 року (через 12 років після революції) під егідою Міністерства культури та ісламської орієнтації. Метою проведення цієї виставки, згідно з її каталогами, було «кількісне та якісне поповнення колекції творів образотворчого мистецтва, а також створення атмосфери суперництва між митцями, заради пошуку молодих талантів». Більшість відібраних для виставки робіт були ірано-ісламської тематики. Крім того, частина виставки мала назву «Палестина». Під час першого бієнале музей провів конференцію на тему «культурна і мистецька ідентичність». Тема культурної та мистецької ідентичності піднімалася і до революції. Крім того, ця конференція була зосереджена навколо різних аспектів революційної, ісламської та традиційної культури. Її організатори сподівалися, що зможуть показати ісламське мистецтво. 1372 року бієнале була вже не так сильно представлена в напрямку ісламського мистецтва. Відтоді стали проводитися окремі бієнале для виставлення мініатюр.
За 15 років після революції змінилося близько 15-ти директорів музею, і тенденції розглядати твори сучасного мистецтва, такі як мистецтво спрямоване на ідеологічне обслуговування політичної пропаганди, зазнали змін. За словами Еймана, музей протягом цього часу перетворився на галерею для виставки робіт на воєнну тематику, які зображали Ірано-іракську війну, портрети загиблих, а також робіт революційних художників Палестини та Мексики. Цей період історії музею сучасного мистецтва можна назвати «періодом революційних цінностей». Директорів музею в цей час призначало Міністерство культури та ісламської орієнтації. Більшість з них не мали ніякої мистецької освіти і не були знайомі з мистецтвом.

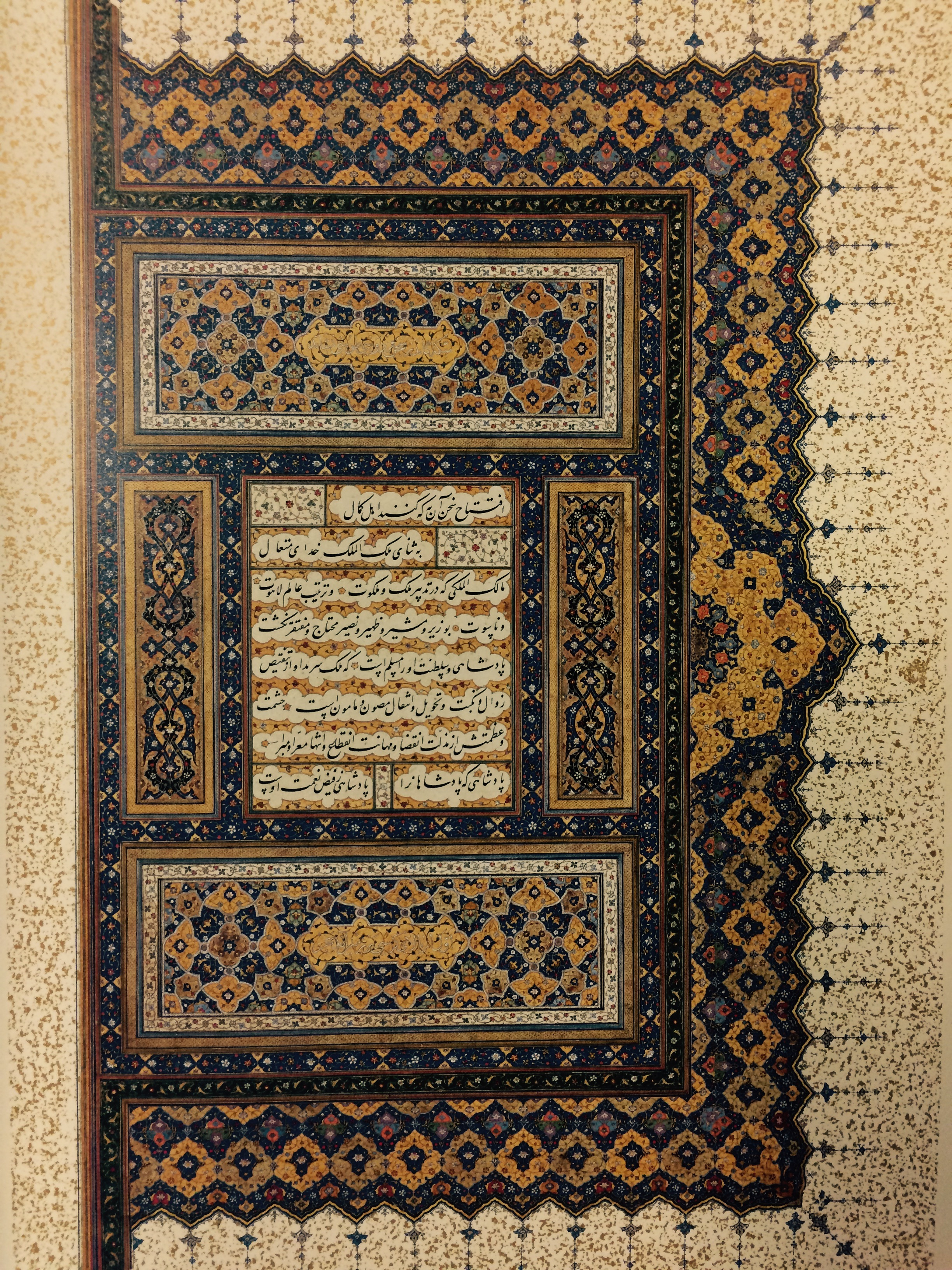
Обкладинка і перший каліграфічний аркуш Шахнаме Шаха Тахмаспа, який 1381 року додався до колекції музею

Обрання Мохаммада Хатамі на посаду президента Ірану спричинило зміни кон'юнктури в управлінні та спрямуванні музею. Вибори 1997 року і прихід до влади іранських реформістів призвели до поширення ідей свободи і лібералізму в подальшому мистецькому житті. Хатамі, який сам був колишнім міністром культури та ісламської орієнтації за президентства Рафсанджані, вибрав Алірезу Самі Азара на посаду директора музею. Самі Азар, який був директором музею від 1999 до 2005 року і здобув освіту у Великій Британії й має докторський ступінь у галузі архітектури, на відміну від попередніх директорів, бачив потребу виставляти роботи і багатьох із тих іранських художників, які не повністю підтримували владу.
Після виборів 1376 року Музей сучасного мистецтва після став найважливішим центром образотворчого мистецтва Міністерства культури та ісламської орієнтації. Відтоді музей почав активно і систематично проводити семінари, виставки та бієнале. Художники-носентисти і деякі відомі представники Руху Сакахане, такі як Хоссейн Зендеруді, Массуд Арабшахі, Мохсен Вазірі-Могаддам, Мансуре Хоссейні, Бехджат Садр і Парвіз Танаволі, деякі із яких після революції були відсторонені від мистецької спільноти, тепер дістали змогу брати участь у виставках і семінарах. В цей час музей також збільшив свою діяльність за межами країни і почав брати участь у виставках у Європі, Америці та Азії.
Через 22 роки після революції важливу частину з робіт західних художників було показано в декількох виставках, присвячених поп-арту, імпресіонізму і мінімалізму. Це тривало близько п'яти років. Нарешті 2005 року, майже через 27 років після революції, відбулась велика виставка творів забороненого мистецтва для фахівців. Звичайно, низка відомих робіт, зокрема «Габріель з відкритою сорочкою» пензля Ренуара і Прохід 2 Джаспера Джонса, не могли з'явитися на виставці. Крім того, після визнання офіційними особами триптиха Френсіса Бекона під назвою «Дві особи сплять на ліжку в присутності відвідувачів.»" таким, що має натяк на гомосексуальність, на адресу організаторів виставки надійшов офіційний лист з наказом прибрати центральну панель. Цю виставку, під назвою «Напрям сучасного мистецтва» проведено стараннями музейних працівників і за прямої підтримки Хатамі. На ній уперше після революції показано низку робіт таких художників, як Енді Воргол, Вінсент ван Гог, Анрі Тулуз-Лотрек і Сальвадор Далі. Виставка тривала 5 місяців і була досить успішною. Однак, після приходу до влади Махмуда Ахмадінеджада Самі Азар пішов у відставку, а роботи відправлено знову в підвал.
Після відставки Самі Азіра зі зміною культурної політики на посаду директора музею прийшов художник революції Хабіболла Садекі, який віддав перевагу ідейним темам, таким як початок революції. Після нього керівником музею став Махмуд Шалвеї, який, одночасно посідаючи крісло керівника відділу образотворчого мистецтва в Міністерстві культури та ісламської орієнтації, ввів політику суворого контролю над експонатами. Це був період, коли через проведення слабких виставок, а іноді таких, що не мають стосунку до сучасного мистецтва, кількість відвідувачів музею скоротилась.
У грудні 2015 року США передали 14 робіт художників, таких як Пітер Айзенман, Майкл Грейвс і Роберт Стерн, які музей придбав 1978 року (за рік до революції).

## Нотатки
1. ↑  دیبا در آغاز کارِ پروژه، ماکت‌ها و نقشه‌هایی تهیه کرد و آن‌ها را نزد مهرداد پهلبد، وزیر فرهنگ و هنر وقت، برد. پهلبد اگرچه از کارها خشنود بود، به سبب عدم پشتیبانی مناسب از آن و اختصاص ندادن بودجه، کار سال‌ها از حد طرح پیش‌تر نرفت. ببینید دانشور (2010). باغی میان دو خیابان (перс.). с. 128.
2. ↑  آغداشلو همچنین مدتی بسیار کوتاه — ده روز — به دعوت هوشنگ نهاوندی به سِمَتِ مدیر موزه معرفی شد؛ اما پس از آن کامران دیبا به ریاست مجموعه گذاشته شد و آغداشلو «مدیر امور فرهنگی و هنری دفتر مخصوص شهبانو» گشت.
3. ↑  خانوادهٔ راکفلر خود پیش‌تر موزهٔ نامدار هنر مدرن را در نیویورک راه انداخته بود.
4. ↑  در واقع این ششمین دوسالانه بود؛ چراکه پنج دوسالانه پیش از انقلاب برگزار شده بود. برگزارکنندگان نام نمایشگاه را اینچنین توجیه کردند: «… با توجه به دگرگونی عمیق در جنبه‌های گوناگون زندگی ایرانی، شامل سیاسی، اجتماعی و فرهنگی، این دوسالانه که همچنین محصولی از دورهٔ پیش از انقلاب بوده، نمی‌توانسته است وابستگی‌های زیادی با دوسالانه‌های پیش از انقلاب داشته باشد؛ و از آنجایی که این نخستین نمایشگاه جامع در دورهٔ پس از انقلاب است، نخستین دوسالانهٔ نقاشی ایرانی نام می‌گیرد.»
5. ↑  Gabrielle Avec la Chemise Ouverte
6. ↑  Passage II، این تابلو در اوایل دههٔ ۱۹۷۰ میلادی خریداری شد. دلیل نمایش نیافتن تابلو، احتمالاً وجود پای یک زن در آن بوده است.
7. ↑  Two Figures Lying on a Bed With Attendant